# Tic Tac

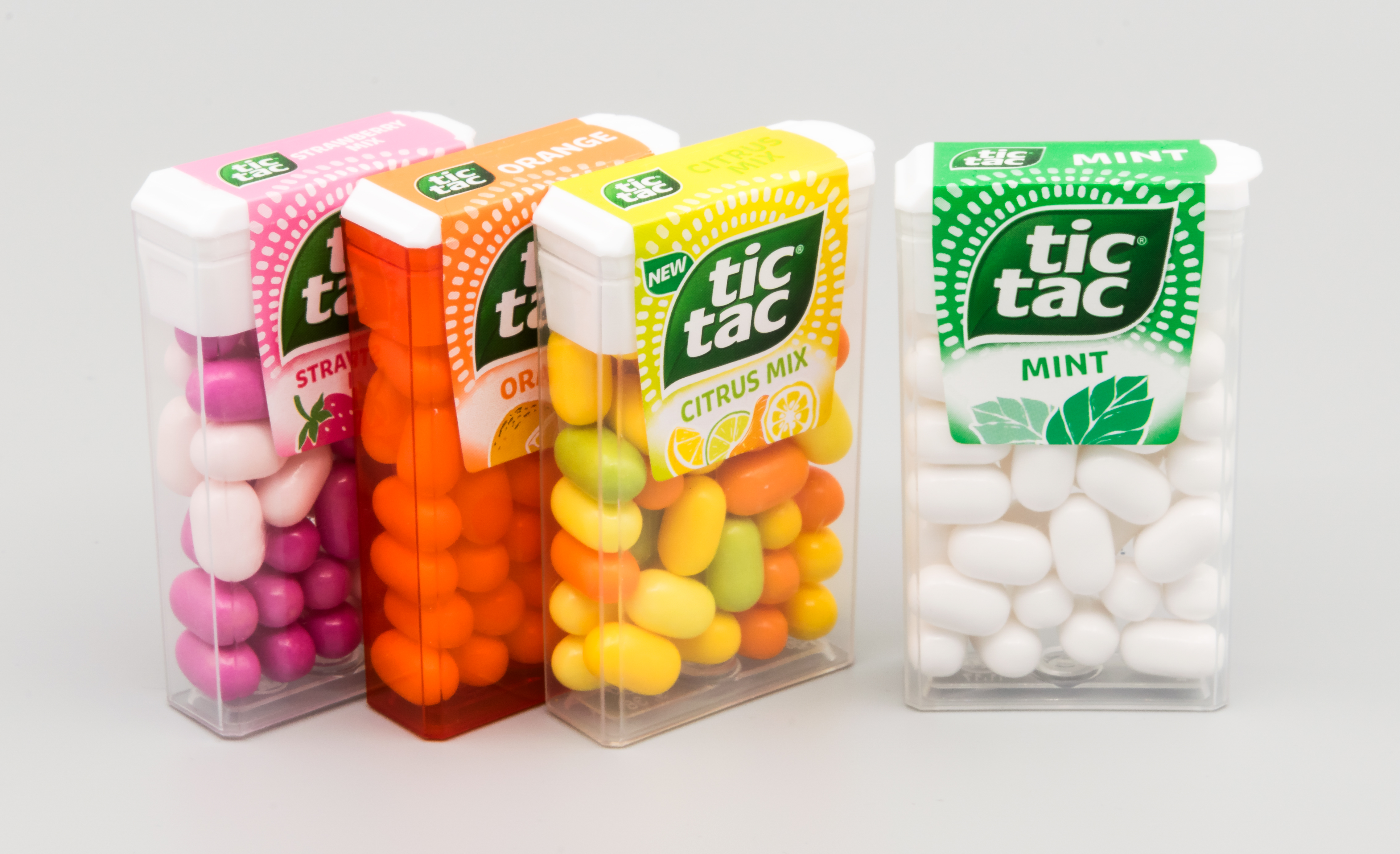
Tic Tacs

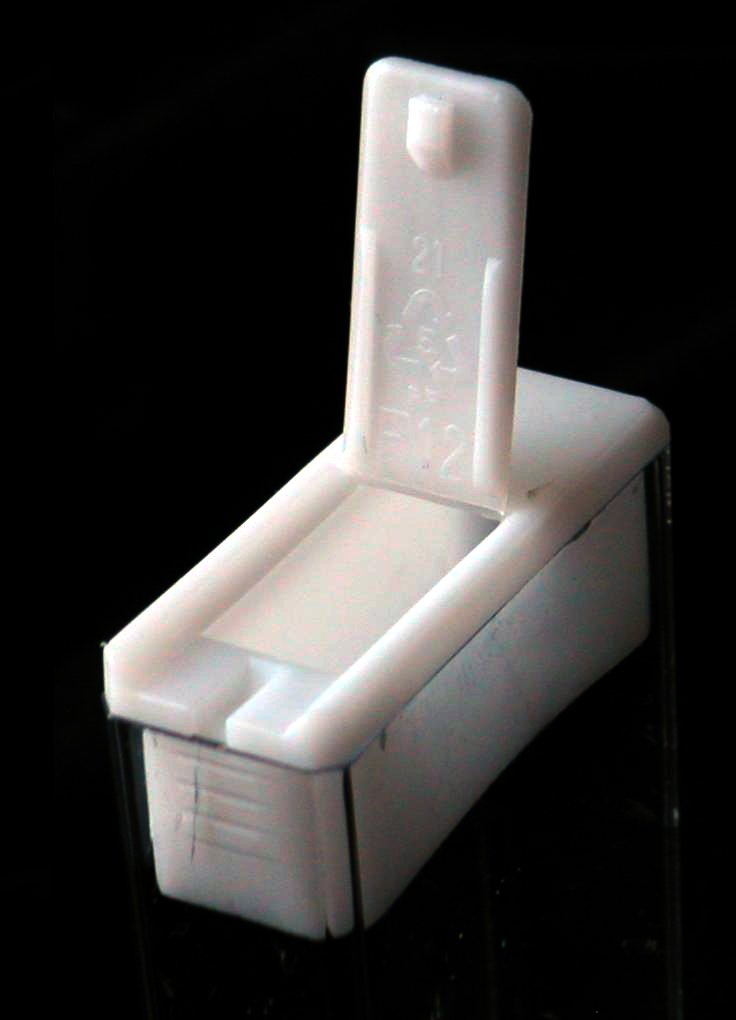
Deksel van een doosje Tic Tacs

Tic Tac (gestileerd als tic tac, tot 1970 Refreshing Mints) is een merk kleine, harde maagpepermuntjes die gemaakt worden door het Italiaanse bedrijf Ferrero. De Tic Tacs werden in 1969 in de Verenigde Staten geïntroduceerd en bestaan nu in talloze smaken.

## Ingrediënten
De normale ingrediënten van een Tic Tac mint zijn:
- Suiker
- Fructose
- Rijstzetmeel
- Maltodextrine
- Verdikkingsmiddel (Arabische gom)
- Aroma's
- Muntolie
- Glansmiddel

Ondanks het feit dat suiker het hoofdingrediënt is, worden Tic Tacs in de Verenigde Staten verkocht als "Sugar Free". Dit is toegestaan omdat de hoeveelheid suiker per "portie" (dus 1 Tic Tac) minder is dan 0,5 g.